# Trail of Tears
Trail of Tears é uma banda de gothic metal e black metal sinfônico da Noruega formada em 1994 com o nome Natt.

## História
Formada em 1994, o nome inicial da banda era Natt, tendo sido alterado para Trail of Tears em 1997 a fim de refletir a evolução no som da banda e as mudanças realizadas em sua formação original. A primeiro demo gravada foi When Silence Cries…, que contém três faixas e foi lançada em abril de 1997. O guitarrista Michael Krumins deixou o grupo, sendo substituído por Runar Hansen logo após.
O lançamento da demo encadeou o contrato para dois álbuns com a gravadora neerlandesa DSFA Records. O primeiro deles — Disclosure in Red — foi lançado no mesmo ano, seguido de turnê pela Europa com Tristania e The Sins of Thy Beloved.
O segundo álbum de estúdio é Profoundemonium, lançado em 2000. A vocalista Helena Iren Michaelsen deixou o grupo logo após, sendo substituída por Cathrine Paulsen em maio do mesmo ano. A banda apresentou-se pela Europa em diversas ocasiões de 2000. No ano seguinte, assinaram contrato para três álbuns com a Napalm Records. O terceiro álbum de estúdio A New Dimension of Might foi produzido por Terje Refsnes e lançado em 2002.
2003 marcou um concerto no México. A vocalista Cathrine Paulsen deixou o grupo, e o vocalista Kjetil Nordhus (Green Carnation) foi adicionado. Essa mudança resultou em uma mudança no som da banda, como evidenciado no álbum de 2004 Free Fall into Fear, mais pesado que os anteriores. Uma turnê com Tristania e Therion seguiu o lançamento do álbum.
Os integrantes de longa data Terje Heiseldal e Frank Roald Hagen deixaram o grupo antes da gravação do próximo álbum, que contou com Gøran Bomann do Carpathian Forest como guitarrista de estúdio. O álbum foi gravado como um quinteto, com Runar Hansen gravando todas as guitarras e Bernt Moen convidado para tocar teclado.
Após uma longa pausa a banda anunciou seu retorno em 2024 com o EP Winds Of Disdain  tendo como figura de destaque a carismática vocalista "Ailyn Giménez García" (ex-Sirenia) juntamente com vocais crescentes e rosnados característicos de Ronny Thorsen. 

## Integrantes

### Formação atual
- Ronny Thorsen − vocal gutural (1994-presente)
- Ailyn − vocal soprano (2020-presente)
- Bjørn Erik Næss − guitarra (2007-presente)
- Endre Moe − baixo (2007-presente)
- Bjørn Dugstad Rønnow - bateria (2012-presente)

### Integrantes anteriores
- Cato Jensen − bateria (2007-2012)
- Pål Olsen − guitarra (2007-2011)
- Kjetil Nordhus − vocal (2003-2006)
- Ales Vik − vocal soprano (1994-1997)
- Helena Iren Michaelsen − vocal soprano (1997-2000)
- Cathrine Paulsen − vocal soprano (2000-2004, 2007-2013)
- Michael Krumins − guitarra (1997)
- Runar Hansen − guitarra (1997-2006)
- Terje Heiseldal − guitarra (1997-2005)
- Kjell Rune Hagen − baixo (1997-2006)
- Frank Roald Hagen − sintetizador (1997-2006)
- Vidar Uleberg − bateria (1994-1997)
- Jonathan Perez − bateria (1997-2006)

## Discografia

### Álbuns
- Disclosure in Red (1998)
- Profoundemonium (2000)
- A New Dimension of Might (2002)
- Free Fall into Fear (2005)
- Existentia (2007)
- Bloodstained Endurance (2009)
- Oscillation (2013)
- Winds Of Disdain (2024)

### Demos
- Natt (1996)
- When Silence Cries… (1997)